# Gaudreville-la-Rivière
Gaudreville-la-Rivière é uma comuna francesa na região administrativa da Normandia, no departamento de Eure. Estende-se por uma área de 6,71 km². Em 2010 a comuna tinha 237 habitantes (densidade: 35,3 hab./km²).